# Paul Poetzsch

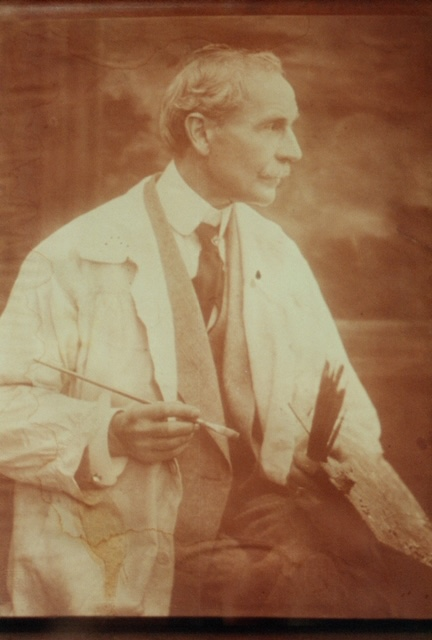
Paul Poetzsch 1918 in seinem Atelier

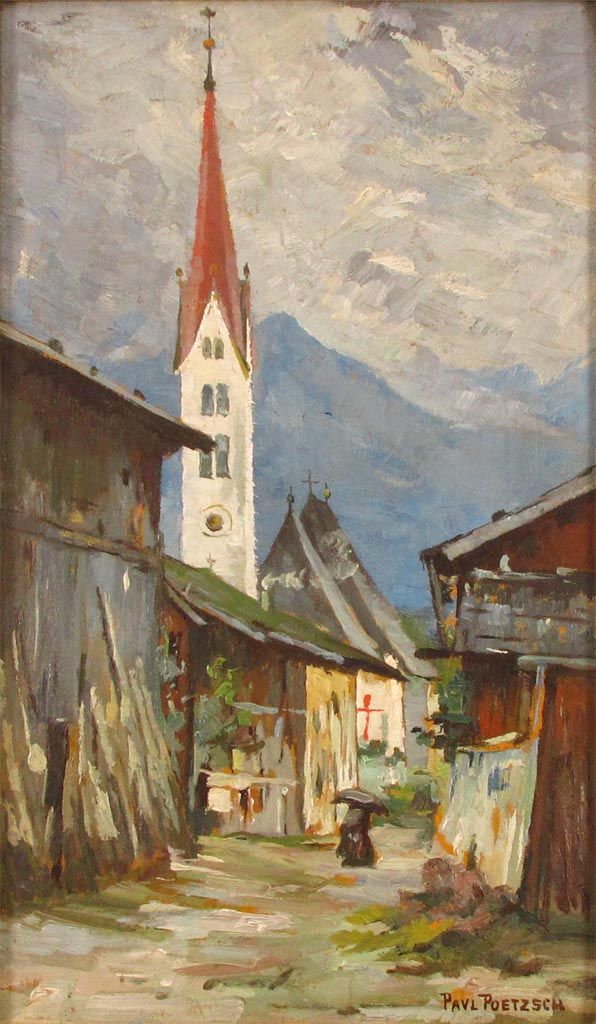
Mieders im Stubaital, 1890

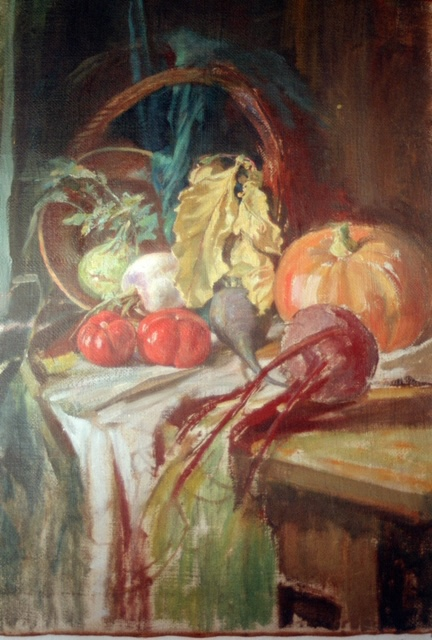
Stillleben, 1936

Paul Rudolf Heinrich Poetzsch (* 8. November 1858 in Dresden; † 24. Februar 1936 ebenda) war ein deutscher Maler und Zeichner. Von 1915 bis 1918 war er königlich-sächsischer Hofrat.

## Leben
Paul Poetzsch wurde als neuntes Kind des Rittmeisters Gottfried Heinrich Poetzsch und Gisela Amalie Wilhelmine, geb. Leykamm, in Dresden geboren. Zunächst verlebte er eine unbeschwerte Kindheit, die aber durch den frühen Tod seiner Mutter 1866 und seiner Schwestern Marie 1864 und Ida 1868 überschattet wurde.
Von 1880 bis 1884 studierte er an der Dresdner Kunstakademie bei Leon Pohle und war von 1885 bis 1886 Meisterschüler von Ferdinand Pauwels. Während seines Studiums erhielt Poetzsch sämtliche an der Akademie erreichbare Medaillen und beteiligte sich an öffentlichen Ausstellungen. Er gehörte 1884 zu den Trägern des Sarges von Ludwig Richter.
Für sein Gemälde „Die Danaiden“ erhielt er 1886 den Rompreis der Dresdner Kunstakademie. Das damit verbundene Stipendium in Höhe von jährlich 2.400 Mark ermöglichte ihm von 1887 bis 1889 eine Studienreise nach Italien, die ihn nach Venedig, Mailand, Rom, Neapel und Torre del Greco führte. Nachdem er nach seiner Rückkehr einen Lehrauftrag an der Akademie aufgrund eines nervösen Magenleidens ablehnen musste, eröffnete er 1890 eine Malschule und wirkte als freischaffender Künstler.
Poetzsch gewann 1889 einen Wettbewerb zur Ausgestaltung der Aula der Ratstöchterschule in Dresden-Altstadt. 1892 heiratete er Friederike Sandvoß, mit der er vier Kinder hatte. Der sächsische König Friedrich August III. zeichnete ihn 1915 mit dem Titel „Königlicher Hofrat“ aus. Poetzsch war Mitglied der Dresdner Künstlergenossenschaft und der Allgemeinen deutschen Künstlergenossenschaft. Bis zu seinem Lebensende blieb er in Dresden künstlerisch aktiv. Aus Anlass seines 75. Geburtstages fand 1933 in Dresden eine repräsentative Ausstellung seiner Werke statt.
Ihm zu Ehren wird sein ehemaliges Wohnhaus auf der Zeunerstraße in Dresden-Räcknitz heute „Paul-Poetzsch-Haus“ genannt, wo sein Nachlass aufbewahrt wird.

## Werke (Auswahl)
Poetzsch malte Porträts, Interieurs, Genreszenen, städtische sowie dörfliche Ansichten und immer wieder natürliche Landschaften. Überdies fertigte er Kopien alter Meister an, die durch ihre originalgetreue Wiedergabe der Vorlage beeindrucken. Für seine Kunst kamen verschiedene Techniken wie Pastell-, Aquarell-, Öl- oder Wandmalerei zur Anwendung. Aus heutiger Sicht ragen seine zumeist kleinformatigen Ölskizzen heraus, die er mit leichter Hand auf Pappe, Holz oder Leinwand aufbrachte. Unübersehbar sind impressionistische Züge bei vielen seiner Arbeiten, die durchaus mit dem Malstil Max Slevogts oder Robert Sterls vergleichbar sind.
- Regen in Neapel, 1888, Öl auf Leinwand, Galerie Neue Meister, Staatliche Kunstsammlungen Dresden[4]
- Mieders im Stubaital, 1890, Öl auf Karton
- An der Elbe, 1891, Öl auf Holz
- Kaitzbachtal zwischen Mockritz und Kaitz, um 1895, Öl auf Pappe
- Mutter mit Kind in der Küche beim Äpfel schälen, 1901, Öl auf Leinwand
- Fischer beim Netze flicken, 1906, Öl auf Leinwand
- Haus in den Dünen – Ostseebad Nest, 1906/07, Öl auf Karton
- Besigheim, im Vordergrund der Neckar, 1910, Öl auf Karton
- Mythologische Szene, 1919, Öl auf Leinwand
- Sommertag im Dorf, 1919, Öl auf Leinwand
- Stillleben, 1936
- Blumenstrauß, (undatiert, wie auch alle folgend aufgeführten Werke), Galerie Neue Meister, Staatliche Kunstsammlungen Dresden[5]
- Ernstes Zwiegespräch, Ölbild, Kunstsammlungen Chemnitz
- Der Zaun, Öl auf Karton
- Landschaft, Öl auf Karton
- Sommertag am Bach, Öl auf Leinwand
- Boote am Ufer des Ostseebades Nest, Öl auf Karton
- Bauer beim Senseschleifen am Haus, Öl auf Leinwand
- Das Weinopfer, Öl auf Leinwand
- Ländliche Idylle, Öl auf Platte
- Dorflandschaft mit Gänsen am Bach, Öl auf Karton
- Gebirgsdorf mit Figurenstaffage, Öl auf Karton

## Ehrungen
- 1886: Rompreis der Dresdner Kunstakademie,[1] nicht zu verwechseln mit dem bekannten Prix de Rome oder Rompreis, den Ludwig XIV. im Jahr 1666 initiiert hat und der bis 1968 vergeben worden ist.

## Ausstellungen (Auswahl)
- 1933: Dresden
- 2019: Schloss Lauenstein, Lauenstein[6]
- 2020: Bürgerzentrum Waldschänke Hellerau, Dresden
- 24. Juli bis 11. September 2022: Schloss Struppen[7]

## Schüler (Auswahl)
- Minna Köhler-Roeber
- Hildegard Scheele